# Kiniatiliops trispina
Kiniatiliops trispina là một loài ruồi trong họ Tachinidae.